# Jens Munthe Bull

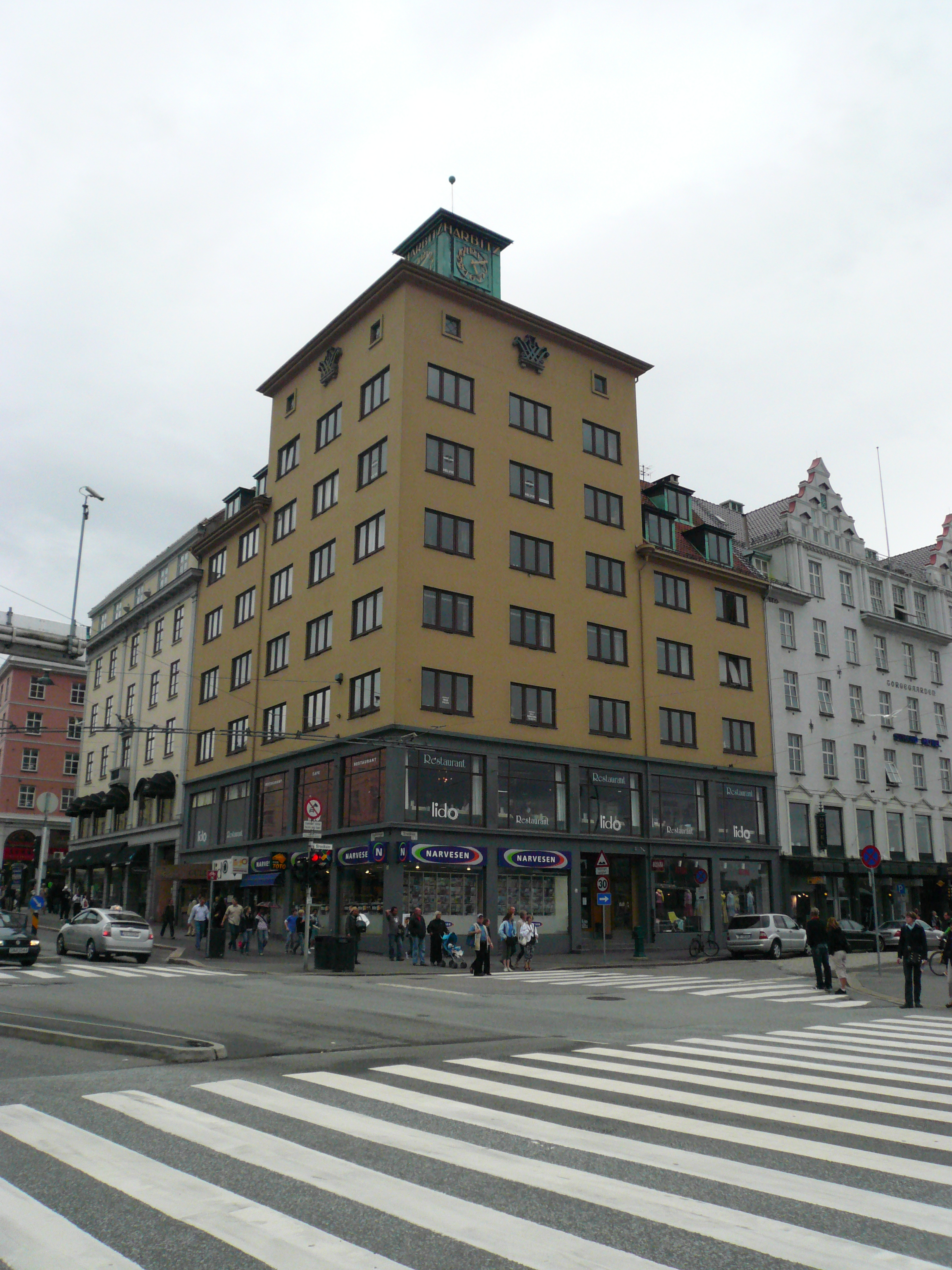
Harbitzgården, Torvalmenningen 2a, ritad av Jens Munthe Bull 1935.

Jens Munthe Bull, född i Bergen 22 november 1886, död där 17 juli 1974, var en norsk arkitekt, praktiserande i Bergen, son till Schak Bull och Ivarna Berle.
Jens Munthe Bull fick sin utbildning vid Eidgenössische Polytechnische Hochschule i Zürich mellan 1904 och 1908. Tiden 1908 och fram till Första världskrigets utbrott var han assistent hos Hendrik Petrus Berlage i Amsterdam.
Från 1914 arbetade han en tid hos arkitekt Henrik Bull och stadsarkitekt Balthazar Conrad Lange i Kristiania. Samma år etablerade han med sin far kompanjonskapet Schak Bull & søn.
Det är svårt att skilja på vad som är faderns eller sonens bidrag til byggnaderna i perioden fram till 1929, då han etablerade sin egen praktik. Det kubiska Harbitz hus (Harbitzgården), Torvalmenningen 2a (1935), är den mest kända byggnaden han uppförde.